# Anisodes nigriscripta
Anisodes nigriscripta là một loài bướm đêm trong họ Geometridae.